# Weihersmühle (Fladungen)
Weihersmühle ist ein Wohnplatz der Stadt Fladungen im unterfränkischen Landkreis Rhön-Grabfeld in Bayern.

## Lage
Die Einöde liegt am Fluss Leubach, der durch den Gemeindeteil Leubach fließt.

## Geschichte
Die Weihersmühle war eine Kornmühle und wird heute gastronomisch genutzt.